# シャーリー夫人テレジア・サンプソニアの肖像
『シャーリー夫人テレジア・サンプソニアの肖像』（シャーリーふじんテレジア・サンプソニアのしょうぞう、蘭: Portret van Teresia Sampsonia, mevrouw Shirley, 英:  Portrait of Teresia Sampsonia, Lady Shirley）は、バロック期のフランドル出身のイギリスの画家アンソニー・ヴァン・ダイクが1622年に制作した肖像画である。油彩。ヴァン・ダイクのイタリア時代の作品で、サファヴィー朝ペルシアにおけるチェルケス人の貴族出身で、イングランド王国の旅行家ロバート・シャーリーと結婚したテレジア・サンプソニアを描いている。夫を描いた『ロバート・シャーリー卿の肖像』（Portrait of Sir Robert Shirley）の対作品。現在はいずれもナショナル・トラストとしてウェスト・サセックス州のペットワース・ハウスに所蔵されている。また大英博物館に準備素描が所蔵されている。

## 人物
テレジア・シャーリー（1589年-1668年）はペルシアのサファヴィー朝の第5代の王アッバース1世の治世中に、チェルケス人貴族の父イスマイル・カーン（Isma'il Khan）の娘として生まれた。テレジアはペルシアに滞在していたイングランド人ロバート・シャーリーと恋に落ち、カトリックの洗礼を受たのち、1608年にロバートと結婚した。ロバートはペルシア軍の改革と訓練を行った兄アンソニーとともにペルシアを訪れ、1600年から1608年にかけてペルシア軍に従軍し、オスマン帝国と勇猛に戦った人物で、1608年以降はアッバース1世の大使としてヨーロッパ各国を訪問した。テレジアは夫とともにヨーロッパを訪れ、1611年にイングランド王国で息子ヘンリーを出産した。夫妻は1613年に東インド会社の船でエスファハーンに戻ったが、その後の10年間でインド、ポルトガル、スペイン、イタリアを旅行し、1622年にはローマを訪れた。ヴァン・ダイクによって夫妻の肖像画が制作されたのはこのときである。テレジアは1628年にロバートが暗殺されたのち背教の罪で告発された。そのためテレジアはエスファハーンから逃亡し、イスタンブールで3年暮らした。その後ローマに移住して30年以上滞在、1668年に死去した。

## 作品
| 対作品『ロバート・シャーリー卿の肖像』。ロバート・シャーリーはペルシアの衣装を着ている。1622年。同じくペットワース・ハウス所蔵。 |  | 対作品『ロバート・シャーリー卿の肖像』。ロバート・シャーリーはペルシアの衣装を着ている。1622年。同じくペットワース・ハウス所蔵。 |
| 対作品『ロバート・シャーリー卿の肖像』。ロバート・シャーリーはペルシアの衣装を着ている。1622年。同じくペットワース・ハウス所蔵。 |  | |

ヴァン・ダイクはローマの風景を背にして座っているテレジア・シャーリーを描いている。テレジアは金色のドレスとたくさんの宝飾品で贅沢に着飾り、慎ましい態度でソファの上に座っている。彼女は四分の三正面を向いて両手を膝の上に置き、右手に白いハンカチを持っている。
対作品である夫を描いた肖像画の中でロバート・シャーリーがペルシアの衣装を着た立像で描かれているのとは対照的に、テレジアはペルシア風ではなくヨーロッパ風のドレスを着た座像で描かれている。ただし、ドレスの生地そのものは東方で製造されたものかもしれない。金色のドレスは青と赤の刺繡が施されている。彼女はさらにその上にシナモン色のマントをまとい、頭には大きな羽飾りがついたティアラをかぶっている。テレジアが座っているソファは赤いペルシア絨毯の上に置かれ、隅には赤い枕が置かれている。画面左側の奥にはテーブルが置かれ、金の刺繡が施された鮮やかな青いテーブルクロスが敷かれている。テーブルの上には1匹の猿が乗っており、その細長い尾はテーブルの上でアーチ状に伸びている。画面左の背景は赤いカーテンで覆われ、右の背景では四角い塔のあるローマの風景が見える。
肖像画はピーテル・パウル・ルーベンスに師事し、イタリアでティツィアーノ・ヴェチェッリオなどのヴェネツィア派の色彩家たちの作品を研究したヴァン・ダイクの、豪華な衣装がもたらす豊かな効果に対する研ぎ澄まされた眼差しを示している。
対として制作された肖像画が夫妻の依頼によるものであるかどうかは不明である。しかし大英博物館に所蔵されているヴァン・ダイクのイタリア時代のスケッチブックには夫妻や従者の素描が多数残されており、そのうちの1つにはテレジアの全身座像がペンと茶色のインクで素描されている（No. 1957,1214.207.60）。したがって、夫妻がローマを訪れた1622年7月22日から8月29日の間に、ヴァン・ダイクがロバート・シャーリーとテレジアに会い、肖像画を制作したことは間違いない。テレジアの素描には風景を含む舞台設定も描かれているため準備習作と考えられている。

## 来歴

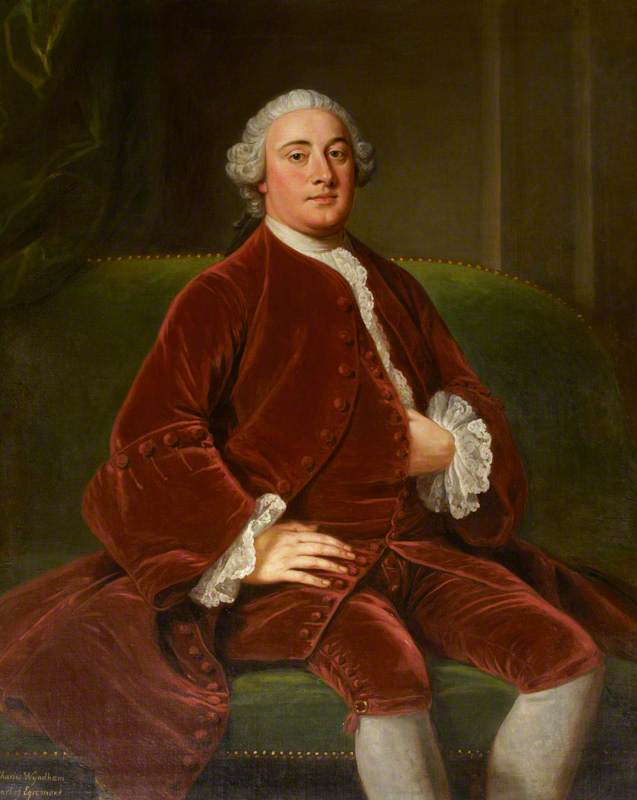
ウィリアム・ホーアによる『エグレモント伯爵チャールズ・ウィンダムの肖像』。ペットワース・ハウス所蔵。

テレジア死後の肖像画の来歴や、ペットワース・ハウスのコレクションに加わった正確な時期は不明である。ペットワース・ハウスはノーサンバーランド公爵家とサマセット公爵家、第3代エグレモント伯爵ジョージ・ウィンダムが形成した美術コレクションで知られるが、第10代ノーサンバランド伯爵アルジャーノン・パーシーの1671年と1672年の目録には記載されていない。
肖像画はおそらく18世紀にイタリアからイギリスに持ち込まれ、1750年以降ペットワース・ハウスを所有した第2代エグレモント伯爵チャールズ・ウィンダムによって購入されたと思われる。第2代エグレモント伯爵が死去する1763年までには伯爵家のコレクションに加わり、翌1764年に初めてペットワース・ハウスで記録された。これ以降、夫妻の肖像画はエグレモン伯爵の子孫に相続されることになる。第3代エグレモント伯爵の死後、ペットワース・ハウスは息子である初代ルコンフィールド男爵ジョージ・ウィンダムから、第3代ルコンフィールド男爵チャールズ・ヘンリー・ウィンダムが1947年にナショナル・トラストに譲渡したが、ペットワース・ハウスのコレクションは1952年に死去するまで所有した。その後、甥であり相続人である第6代ルコンフィールド男爵ならびに初代エグレモント男爵ジョン・エドワード・レジナルド・ウィンダムは、1956年に相続税の代わりに財務省によるコレクションの大部分の受け入れを手配した。これにより本作品を含むコレクションは財務省によって取得されたのち、ナショナル・トラストに譲渡された。

## ギャラリー
関連作品

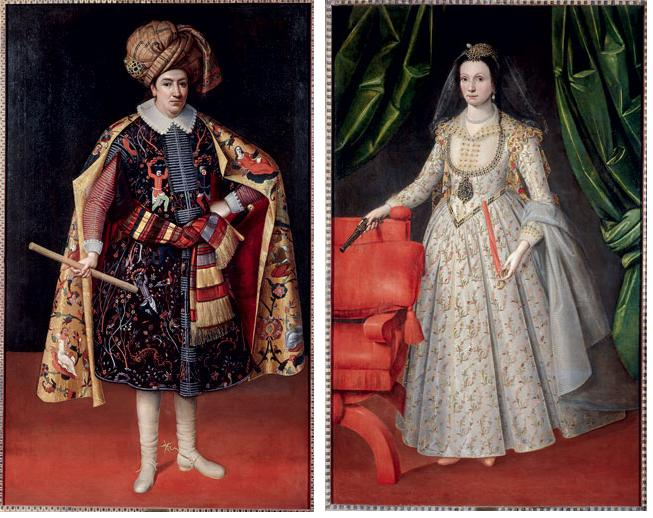
作者不明『ロバート・シャーリーとテレジア・サンプソニアの二重肖像画』1627年頃 バークリー城（英語版）所蔵